# Marcello Gandini
Marcello Gandini (26 de agosto de 1938 - 13 de março de 2024) foi um designer de automóveis italiano, conhecido por seu trabalho com a casa de design automotivo Gruppo Bertone, incluindo seus projetos do Alfa Romeo Carabo e Montreal, Lancia Stratos Zero, Maserati Khamsin, Ferrari GT4, Fiat X1/9 e vários Lamborghinis, incluindo Bravo, Miura, Marzal, Espada, Urraco, Diablo e Countach.
Em uma entrevista de 2009 com Robert Cumberford, editor da Automobile Magazine, Gandini indicou, "seus interesses de design estão focados na arquitetura, construção, montagem e mecanismos de veículos - não na aparência".
A Car Design News concedeu a Gandini seu primeiro prêmio pelo conjunto de sua obra em 2012, dizendo que o "A estatura do designer italiano na indústria não pode ser exagerada", acrescentando "se houvesse um evento olímpico para o 'maior designer de automóveis de todos os tempos', Marcello Gandini certamente estaria no pódio e sua medalha não seria de bronze."  Flavio Manzoni, diretor de design da Ferrari, disse “Gandini é provavelmente o maior designer de automóveis de todos os tempos”.

## Vida e carreira
Filho de um maestro de orquestra, Gandini nasceu em Torino em 26 de agosto de 1938.
Em 1963, ele abordou Nuccio Bertone, chefe da empresa Gruppo Bertone, para trabalhar. No entanto, Giorgetto Giugiaro, então designer-chefe de Bertone, opôs-se à sua contratação. Quando Giugiaro deixou a Bertone, dois anos depois, Gandini foi contratado e trabalhou na empresa durante quatorze anos.
Gandini criou a casa de estilo 'Stile Bertone' em Caprie - trabalhando tanto como gerente geral, quanto projetando carros-conceito e gerenciando a construção de protótipos de automóveis para muitos fabricantes de automóveis que contrataram Bertone, e muitas vezes Gandini em particular.
Gandini tornou-se famoso através de seus designs para muitos carros esportivos da Lamborghini, começando com o inovador Lamborghini Miura traseiro de motor central, com um V12 montado transversalmente, em meados da década de 1960 - um carro frequentemente citado como um dos mais belos carros esportivos de todos os tempos - seguido pelo conceito Marzal altamente futurista, o Espada de quatro lugares, excepcionalmente baixo e completo, e o espetacular Lamborghini Countach no início dos anos 1970.
Mas Gandini também projetou carros práticos de produção em massa, até mesmo subcompactos, como o Innocenti Mini, a primeira geração do Volkswagen Polo, Gandini também estilizou a primeira geração do BMW 5 Série e Citroën BX.
Gandini introduziu o conceito de portas de tesoura no conceito Alfa Romeo 33 Carabo e, desde a sua adoção nos seus Lamborghini Countach e Diablo, tornaram-se um elemento básico dos modelos de topo V12 da Lamborghini – ao ponto de se tornarem sinônimos de “portas Lamborghini”.
O carro esportivo de rally Lancia Stratos, apresentando uma combinação excepcional de pára-brisa semi-elíptico e vidros das portas, também é um design da Gandini.
Gandini deixou a Bertone em julho de 1979, trabalhando como freelancer em design automotivo, industrial e de interiores, e trabalhou exclusivamente para a Renault durante os primeiros cinco anos, resultando na segunda geração do Renault 5 (o 'Supercinq') e no caminhão Renault Magnum.
Gandini trabalhou em outras áreas, incluindo arquitetura de casas, design de interiores de casas noturnas e estilo de carroceria do helicóptero Heli-Sport CH-7.
Em janeiro de 2024, Gandini foi reconhecido pela Universidade Politécnica de Torino com um diploma honorário em engenharia mecânica.
Gandini morreu em 13 de março de 2024, aos 85 anos.

## Projetos
Os designs dos carros Gandini incluem:
- Alfa Romeo Montreal conceito e versão de produção
- Alfa Romeo 33 Carabo[8]
- Alfa Romeo Navajo
- Audi 50[9]
- Autobianchi A112
- Autobianchi A112 Runabout
- Bertone Pirana
- Bugatti EB 110 (protótipos)
- BMW 5 Series (E12), including the concept Garmisch in 1970
- Citroën BX
- Citroën GS Camargue
- Cizeta-Moroder V16T
- De Tomaso Biguà (Qvale Mangusta)
- De Tomaso Pantera SI
- De Tomaso Pantera 'Prossima Generazione'
- Dino/Ferrari 308 GT4
- Ferrari Rainbow
- Fiat Dino Coupé (final design)[10]
- Fiat 132
- Fiat X1/9
- Iso Lele
- Iso Grifo 90
- Iso Grifo 96
- Jaguar Ascot
- Lamborghini Bravo
- Lamborghini Countach[8]
- Lamborghini P140
- Lamborghini Diablo (prototypes)
- Lamborghini P147 Acosta
- Lamborghini Espada
- Lamborghini Jarama
- Lamborghini Miura
- Lamborghini Urraco
- Lamborghini Marzal
- Lancia Stratos Zero
- Lancia Stratos[8]
- Lancia Sibilo[11]
- Maserati Khamsin
- Maserati Ghibli II
- Maserati Quattroporte II (1974–1978) & IV (1994–2001)
- Maserati Shamal
- Maserati Chubasco
- 1st and 2nd Maserati Biturbos facelift
- Nissan AP-X
- NSU Trapeze
- Perodua Kancil (facelift)[12]
- Reliant FW11
- Renault 5 Turbo
- Renault 5 Supercinq
- Renault Magnum
- TaMo Racemo
- Stola S81 Stratos[13]
- Stola S86 Diamante
- Volkswagen Polo Mk1[9]
- Volvo Tundra

### Galeria

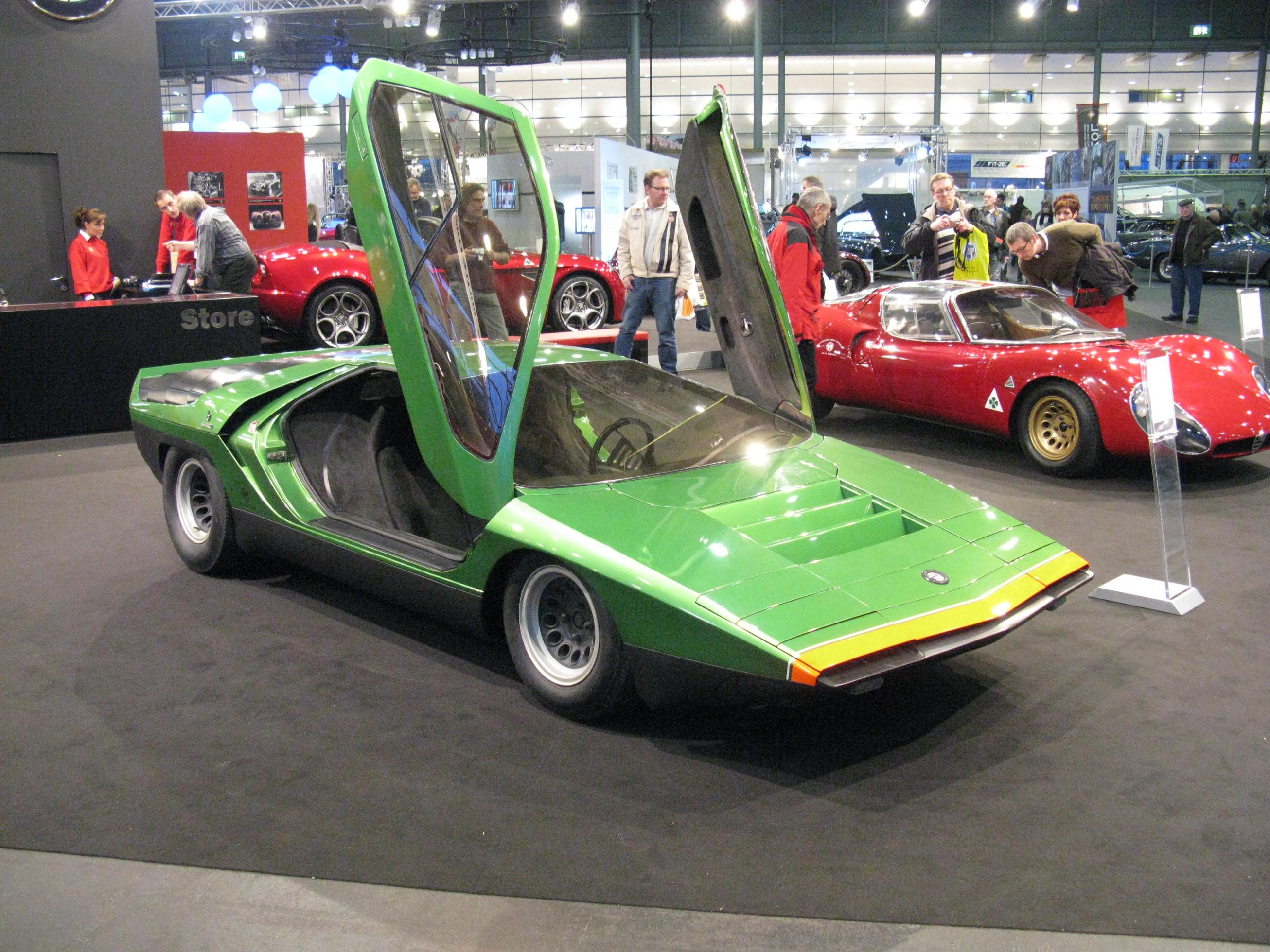
1968 Alfa Romeo Carabo concept
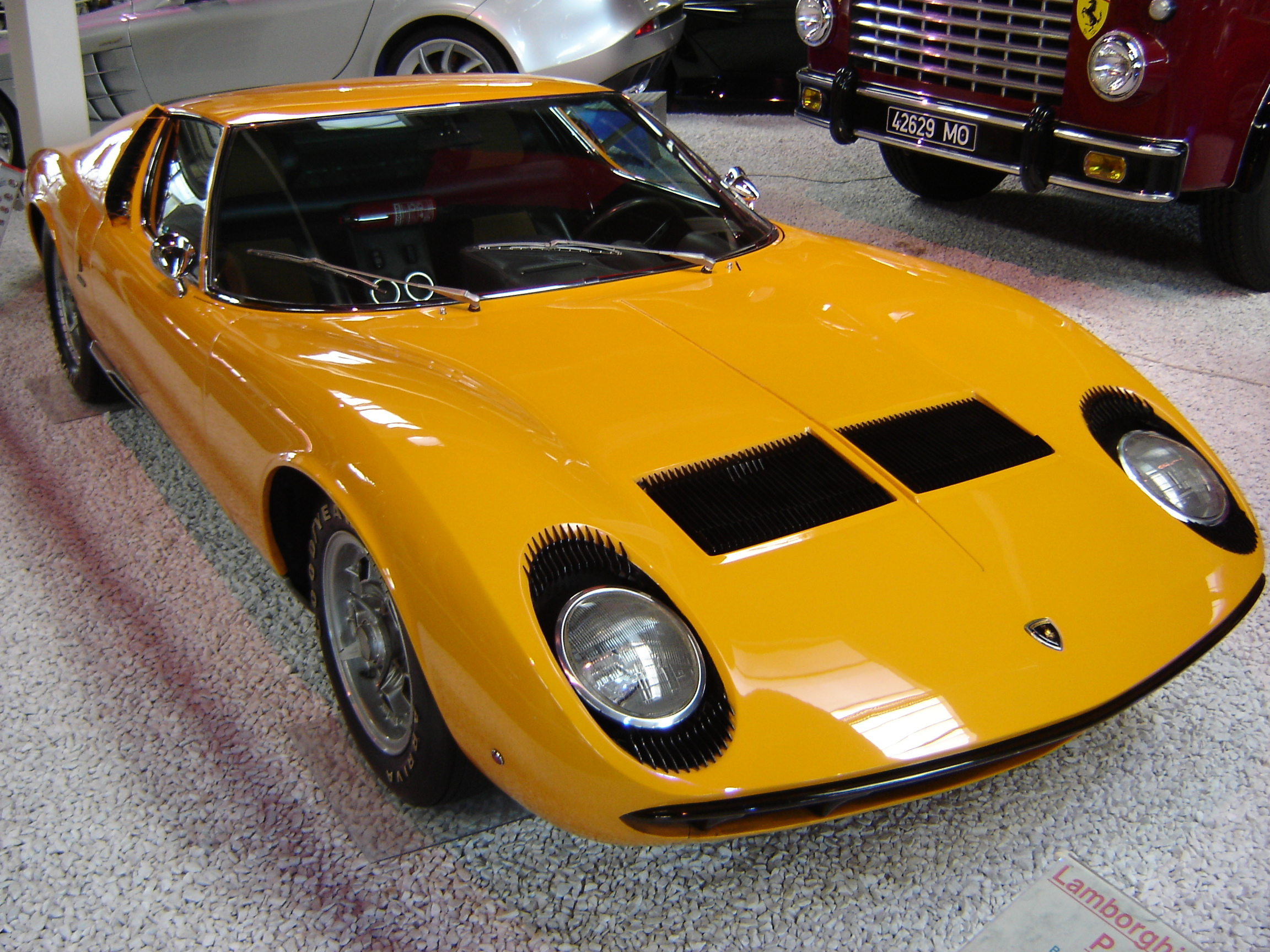
1968 Lamborghini Miura S
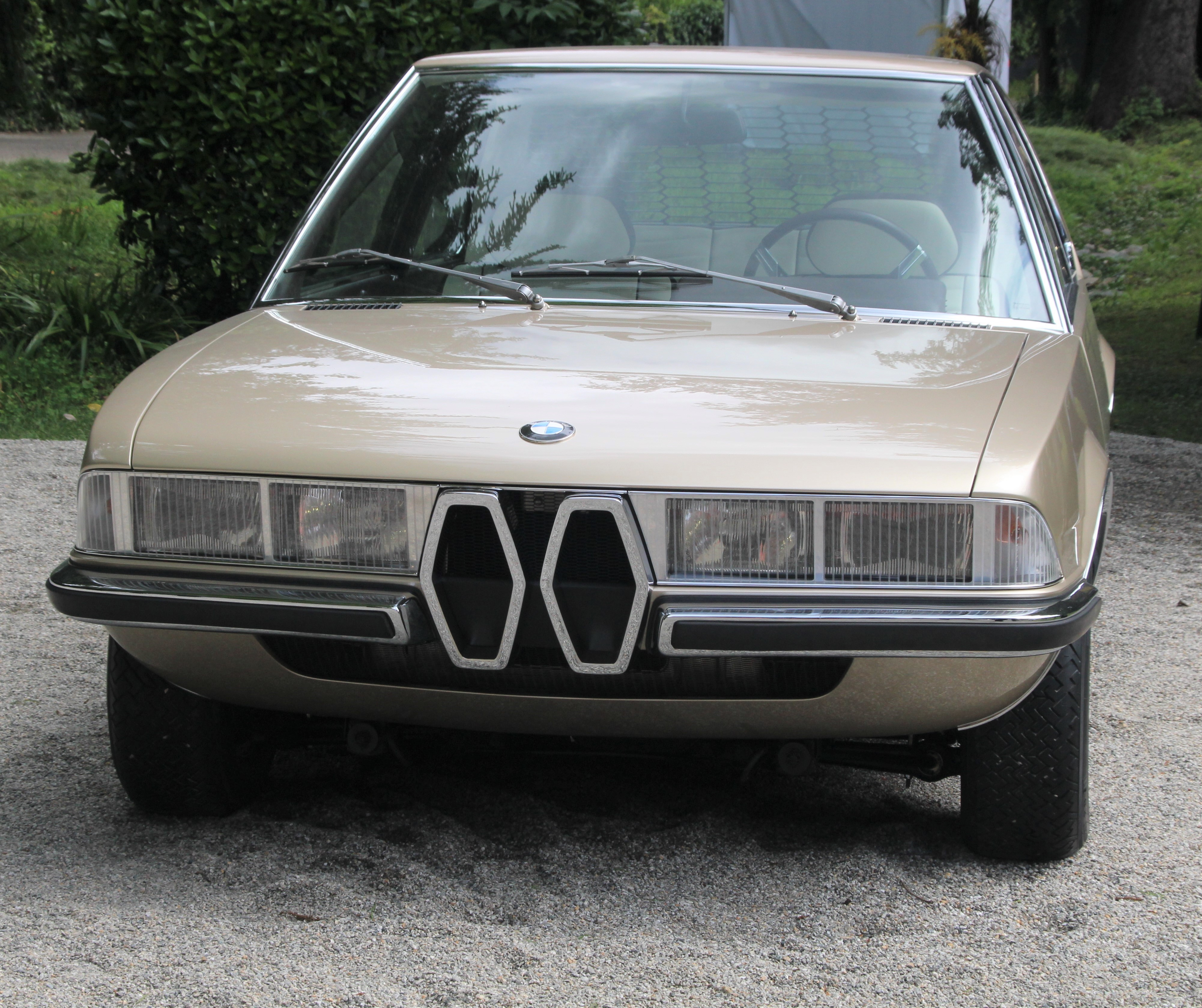
1970 BMW 2002ti Garmisch concept
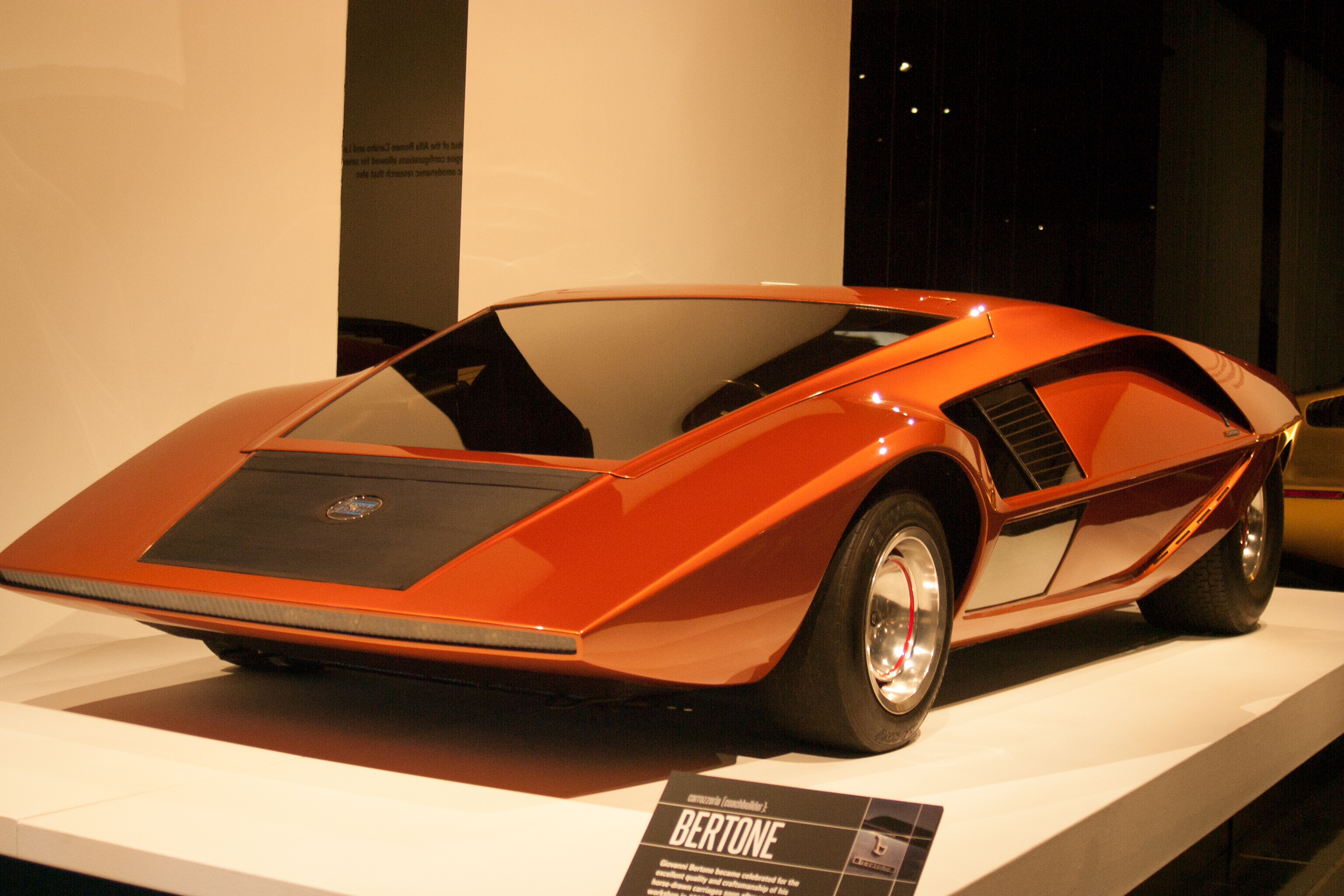
1970 Lancia Stratos Zero concept
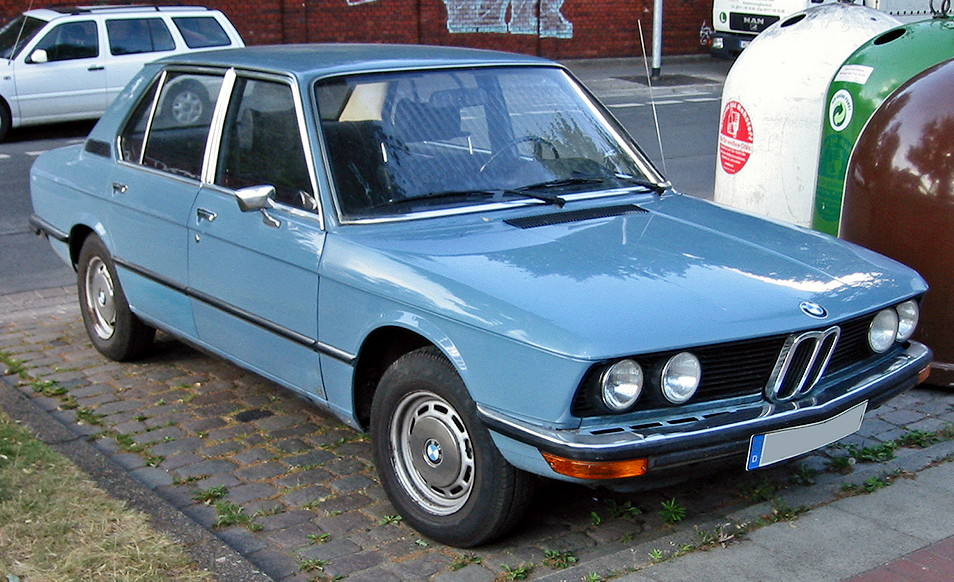
1972 BMW 5 Series (1st generation)
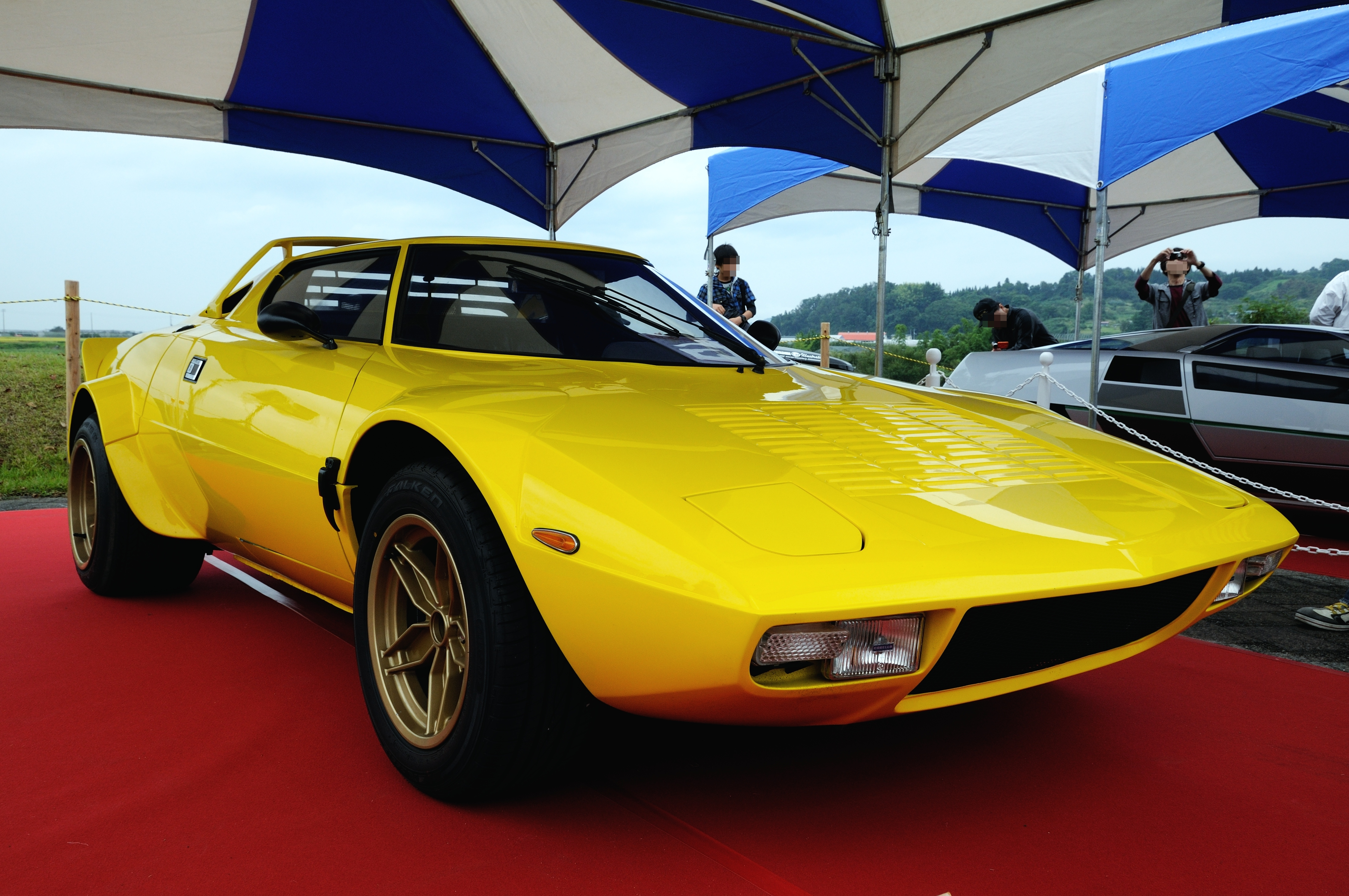
1973 Lancia Stratos
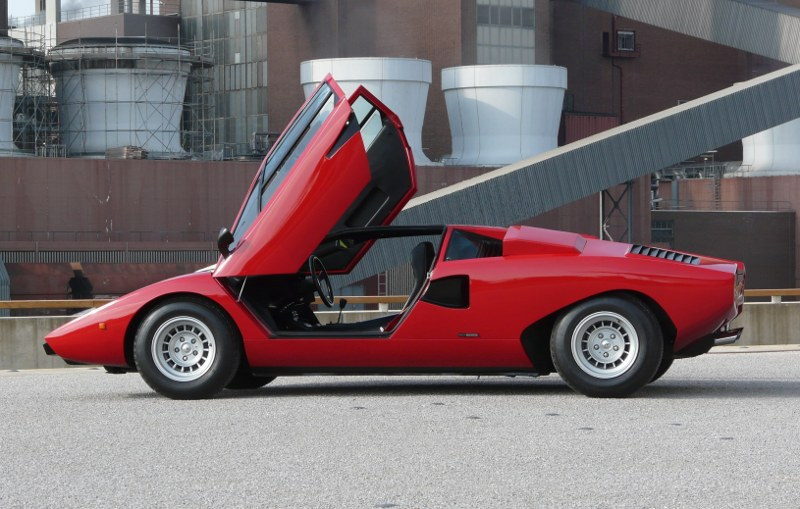
1974 Lamborghini Countach LP400
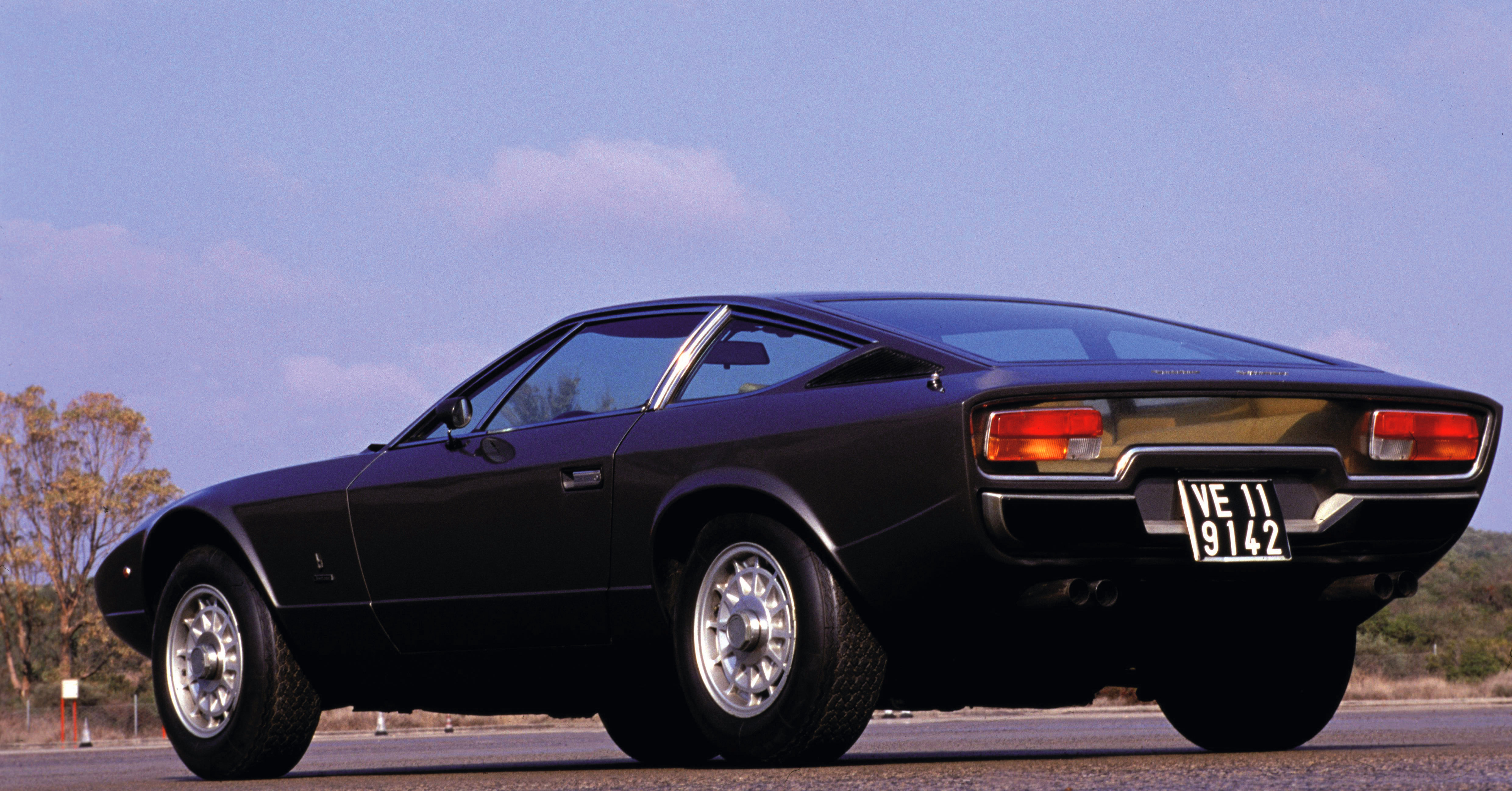
1974 Maserati Khamsin
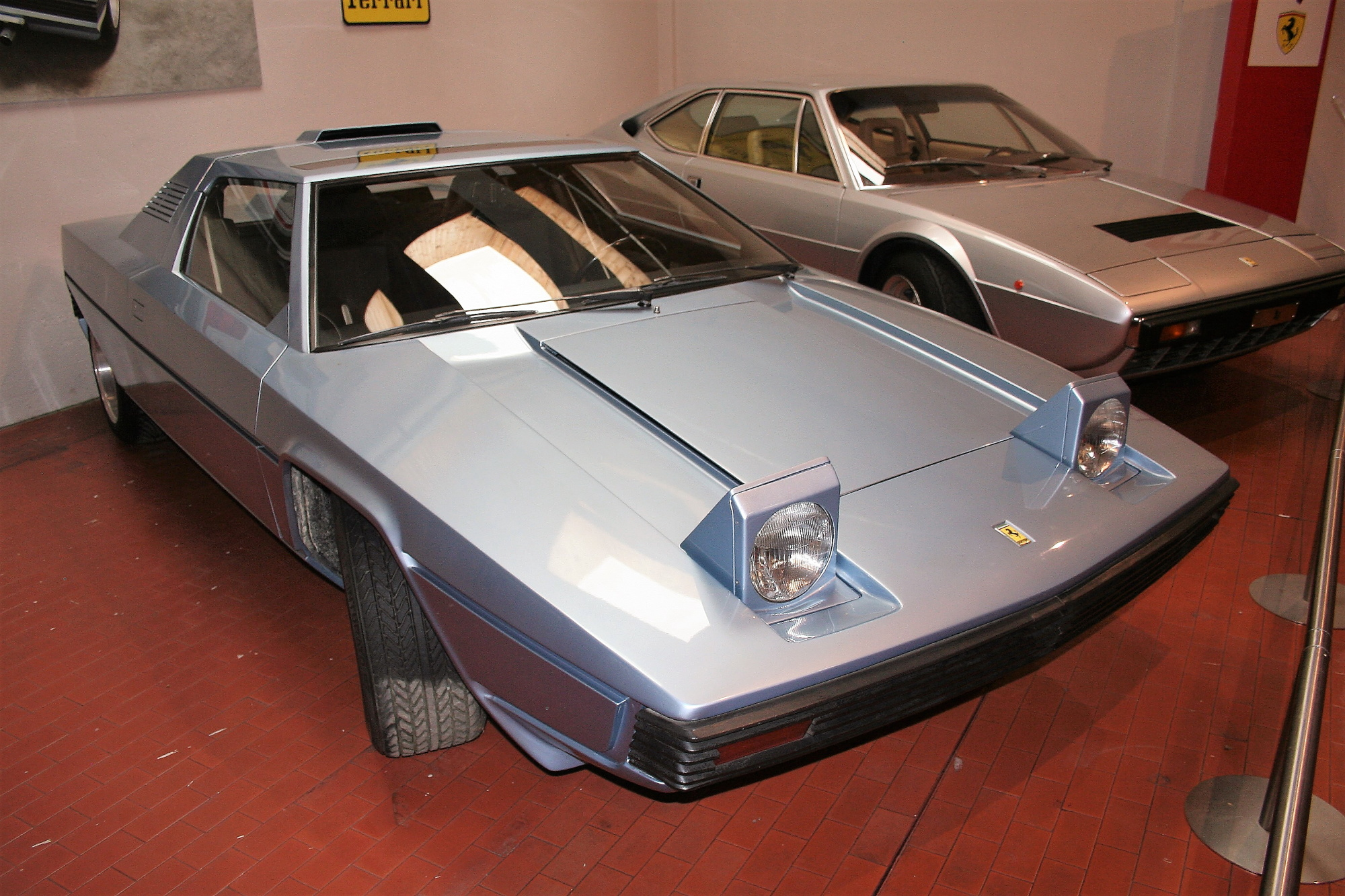
1976 Ferrari Rainbow concept at left, and 1973 Ferrari GT4 at right
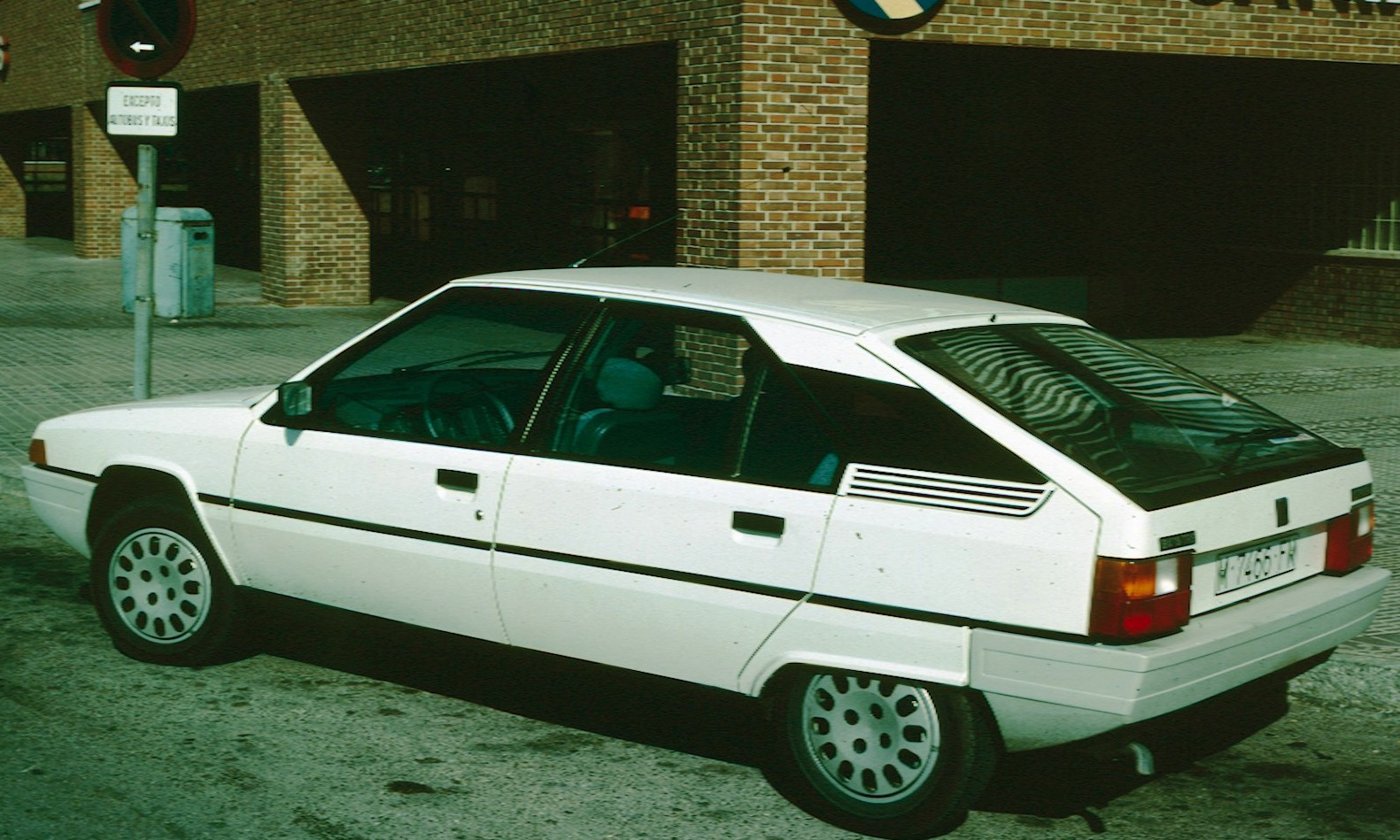
1982 Citroën BX Hatchback became one of the best-selling Citroën models
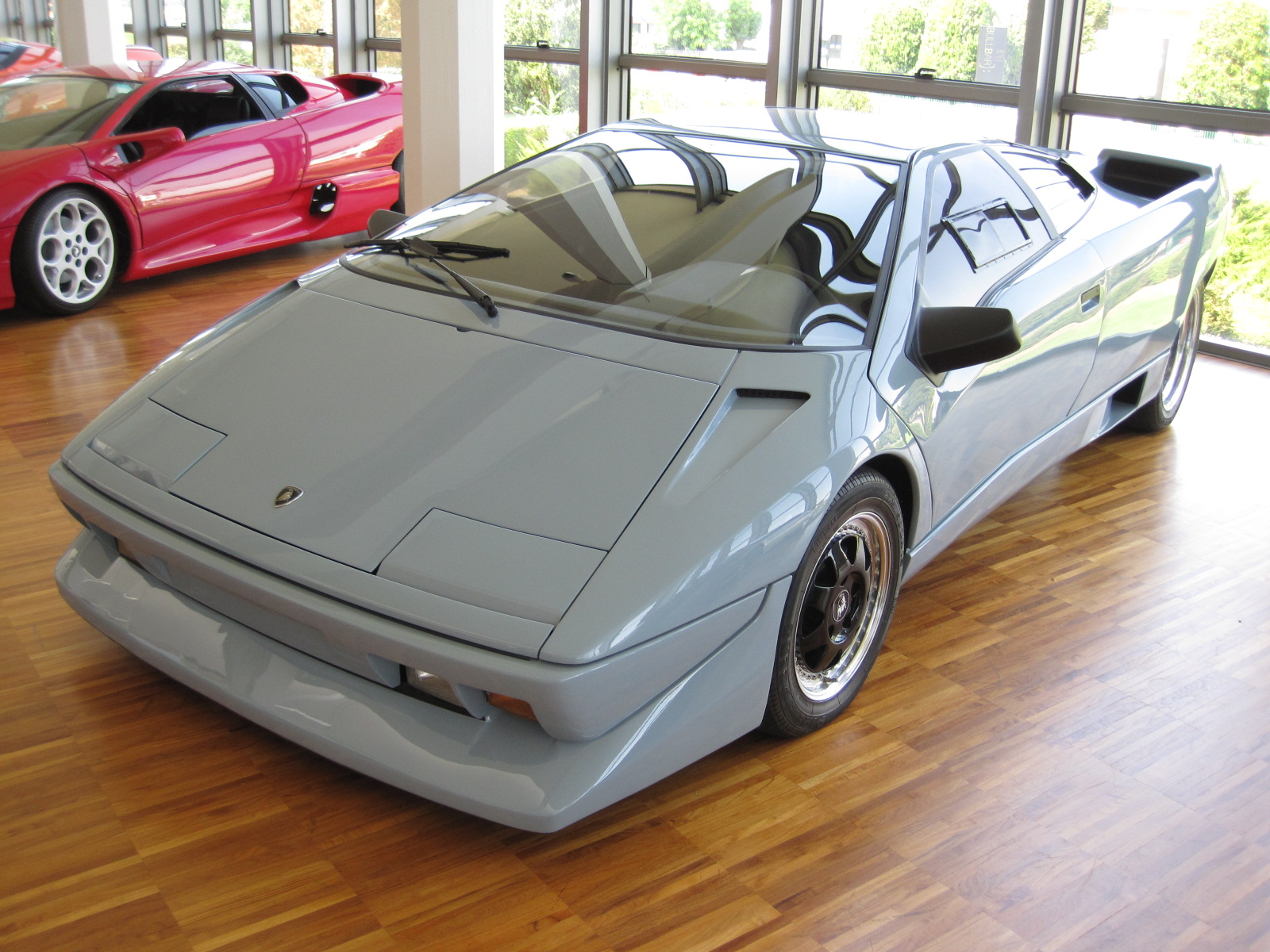
1986 Lamborghini Diablo P132 prototype
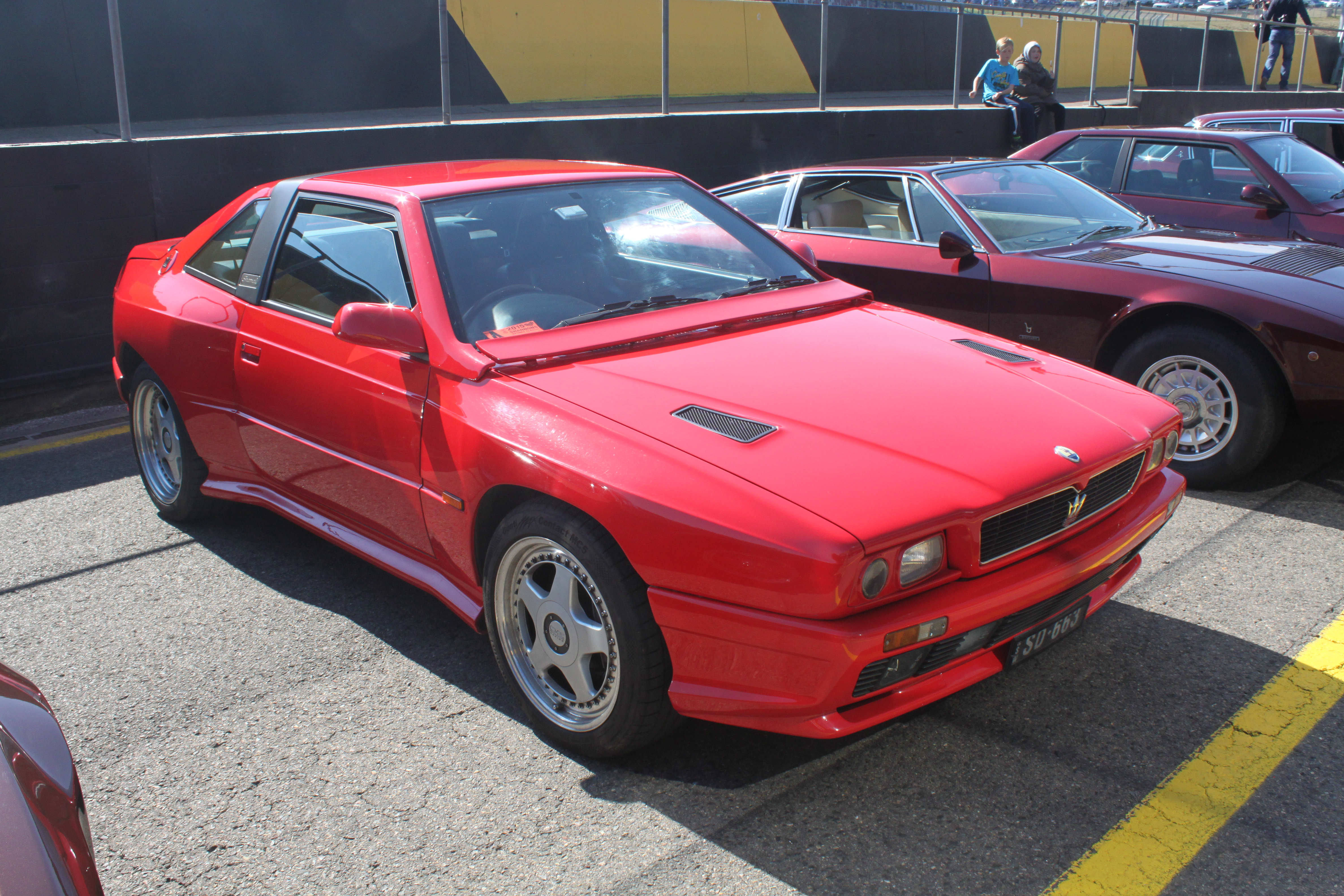
1990 Maserati Shamal
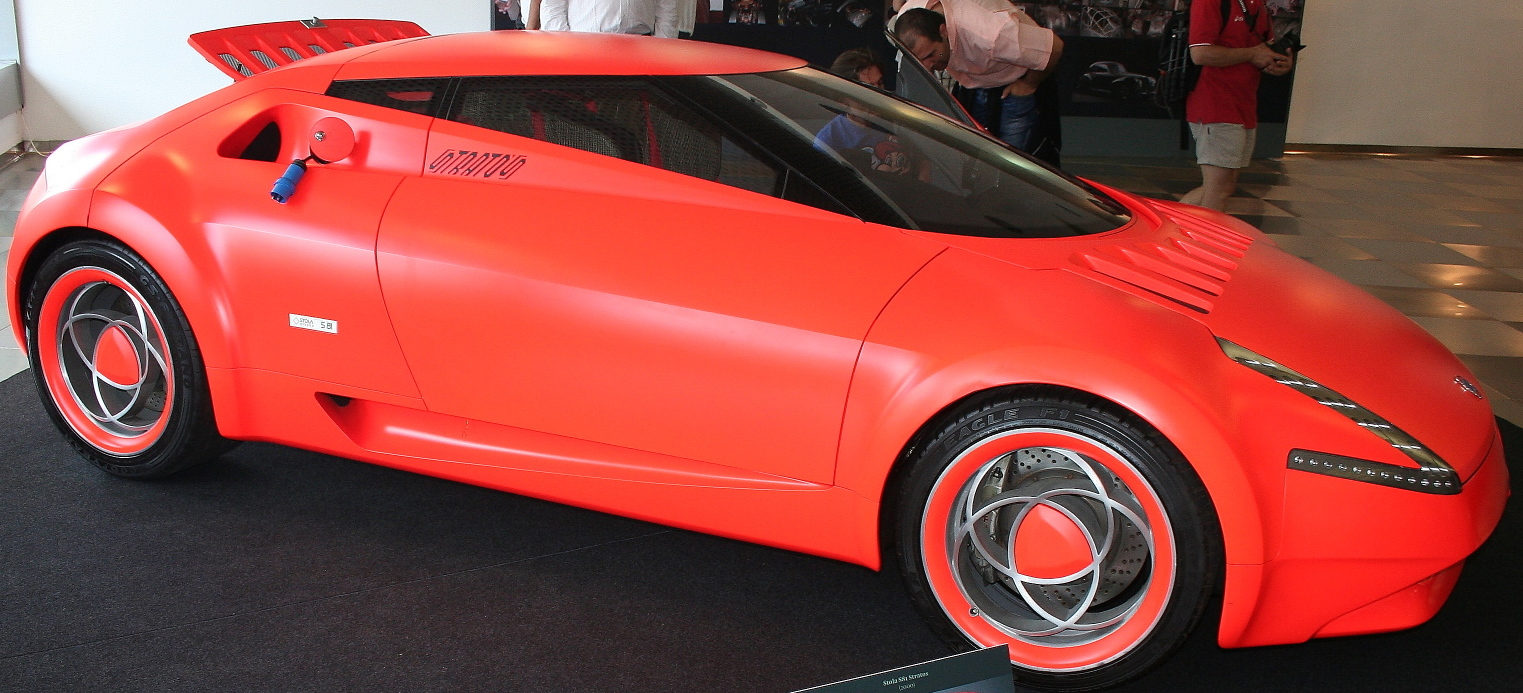
2000 Stola S81 Stratos concept